# 聯想
聯想（英語：association）是一個心理學的基本原理，原與追憶、記憶問題密切相關。聯想，使在追憶過去的事件或經驗時，對和這些事件有一定關係的其他事件和經驗同時追憶起來。後來，這概念的應用範圍逐步擴大，還一度用來概括除原始感覺外的一切心理活動。同時，聯想主義則成為概括全部心理學的理論。亞里斯多德提出3個聯想形式（類似聯想、對比聯想和相鄰聯想），後人對此作了注釋，進行了爭論，但聯想主義通常被認為是英國的學說。洛克首次採用了「觀念的聯想的概念。大卫·休谟提出聯想的3種基本形式：相似聯想、時空相鄰聯想及因果。
休姆，以後主要的英國聯想主義理論家有大衛·哈特利、约翰·斯图尔特·密尔、亞歷山大·貝恩、斯賓塞等等。雖然在聯想形式的數量及命名問題上有爭論，但基本上有3派觀點，即感覺主義、機械論和原子論的觀點。人們最初通過一種或幾種特殊感覺獲得知識，在生活中這些感覺材料多次出現，相互聯繫，並凝為意象或觀念。人類的全部知識都是由分散的、簡單的和個別的經驗構築而成，並可被完全分解為這些經驗。
威廉·詹姆士強調一種由重疊的或緊密相繼的刺激誘發的中樞神經活動的聯繫，並主張用這一概念代替觀念的聯想。1903年巴甫洛夫用純客觀的方法研究聯想問題，指出可用非條件和條件反射解釋一切行為。條件反射理論和許多同時發展起來的行為主義理論是一種有關行為的聯想主義心理學，其主張與觀念聯想的學說相同，也引致同樣的批評。對美國隨後占主流並至今流傳的刺激-應答心理學（stimulus-response psychology）來說，情況也是如此。但隨著心理學實驗技術的發展，又出現了新問題。如美國的桑戴克認為：單純的重複並不能或很難在刺激和應答之間建立聯繫。他認為更重要的是行為的效果，此效果主要表現為愉快或不愉快。其他人則認為要能預知後果的好壞，則也能直接影響行為。赫爾則認為，學習可以用需求減縮（在各種經驗條件下聯繫刺激和應答的驅力強度）來解釋。
他們雖然主張徹底修正聯想主義，但都不否認其基本原則。1880年代，英國曾有一股強大的反對聯想主義的思潮。始於弗朗西斯·赫伯特·布拉德雷、沃德（James Ward）和乔治·斯托特。他們否認感覺是知識的唯一來源，並強調全部心理活動均包含有目的性的因素。格式塔派（Gestalt）心理學者等人主張就高級心理過程而論應全面否定聯想主義。聯想主義能否成為心理學的普遍原理，這個問題還難定論。今日，研究動物行為的心理學家已不認為聯想還具有過去所宣稱的作用。但多數心理學家或會同意：聯想依然是一個重要、有效的原理，適用於解釋通過累積經驗進行學習的事例。